# Ficedula riedeli
Ficedula riedeli là một loài chim trong họ Muscicapidae.